# Sant Mamés de Vilaller
Sant Mamés de Vilaller és una església romànica de Vilaller (Alta Ribagorça) protegida com a Bé Cultural d'Interès Local.

## Descripció
Petita ermita d'una sola nau, i amb un absis semicircular i coberta amb volta de canó. La teulada és a dues vessants situada als afores del nucli de la vila. Conserva les característiques d'una construcció rural, tot i que ha estat reformada modernament. Destaca la seva porta d'accés de mig punt, construïda amb dovelles, que contrasten amb la pedra sense treballar del conjunt. L'interior, presenta murs emblanquinats i el presbiteri decorat modernament amb la figura de Crist al centre, i altres figures religioses.